# Nagyboldogasszony
Nagyboldogasszony vagy Szűz Mária mennybevétele (latinul: Assumptio Beatae Mariae Virginis) a katolikus egyház legnagyobb Mária-ünnepe, amelyet augusztus 15-én tartanak; egyúttal Magyarország védőszentjének napja. 431-ben az epheszoszi zsinat elfogadta Alexandriai Szent Cirill érvelését, és kihirdették, hogy Szűz Máriát megilleti az Istenszülő cím. Mária mennybevételének dogmája szerint Jézus anyja a földi létből testben és lélekben egyenesen a mennyei boldogságba jutott.
Az égen nagy jel tűnt fel: egy asszony, kinek öltözete a Nap volt, lába alatt a Hold, fején pedig tizenkét csillagból álló korona.
A Nagyboldogasszony elnevezés magyar sajátosság: Szűz Mária Boldogasszony elnevezéséből ered, Horpácsi Illés nyelvész szerint „Nagyboldogasszony ünnepének titkában teljesedett ki az Istenanya nagysága: az ég és föld mennybe fölvett királynője lett.”
Számos katolikus többségű országban munkaszüneti nap, 1891–1948 között Magyarországon is az volt.

## Teológia

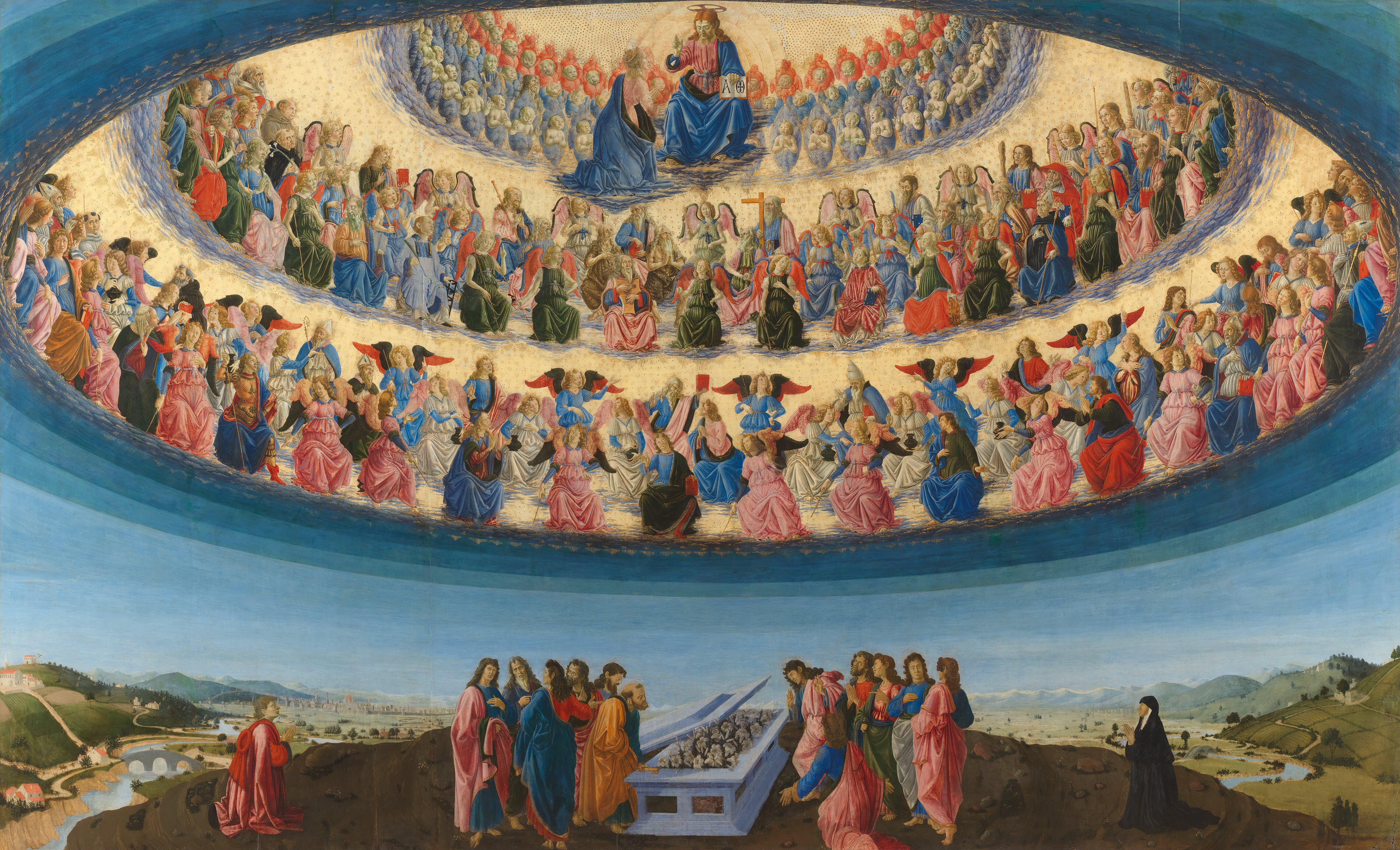
Francesco Botticini: Mária mennybevétele

A katolikusok úgy tartják, hogy Szűz Márián mint az asszonyi nem legkiválóbbikán sem a halálnak keserűsége, sem a testén romlás nem fogott. Szent Alfonz úgy tartja: „három dolog teszi keserűvé a halált: ragaszkodás a földiekhez, a lelkiismeret mardosása a bűnök miatt és az üdvözülés bizonytalansága. Mária halála mentes volt ezektől a keserűségektől, számára épp három ellentétes tudat tette könnyűvé a halált. (…) Neki az isteni szeretet adta az életet és ugyanaz adta a halált.”
Mária földi életének befejezésével kapcsolatban a II. vatikáni zsinat a mennybevétel dogmáját meghatározó bulla szavait veszi át: A szeplőtelen Szűz, aki megőriztetett az eredendő bűn minden szeplőjétől, földi életének végeztével testben és lélekben felvétetett a mennyei dicsőségbe (Lumen gentium 59.)
Mária mennybevételét a protestánsok nem vallják, mivel a Szentírás nem foglalkozik a kérdéssel, így szerintük az ember üdvössége szempontjából nem fontos felvetés.

## Történelem

### Mária halála

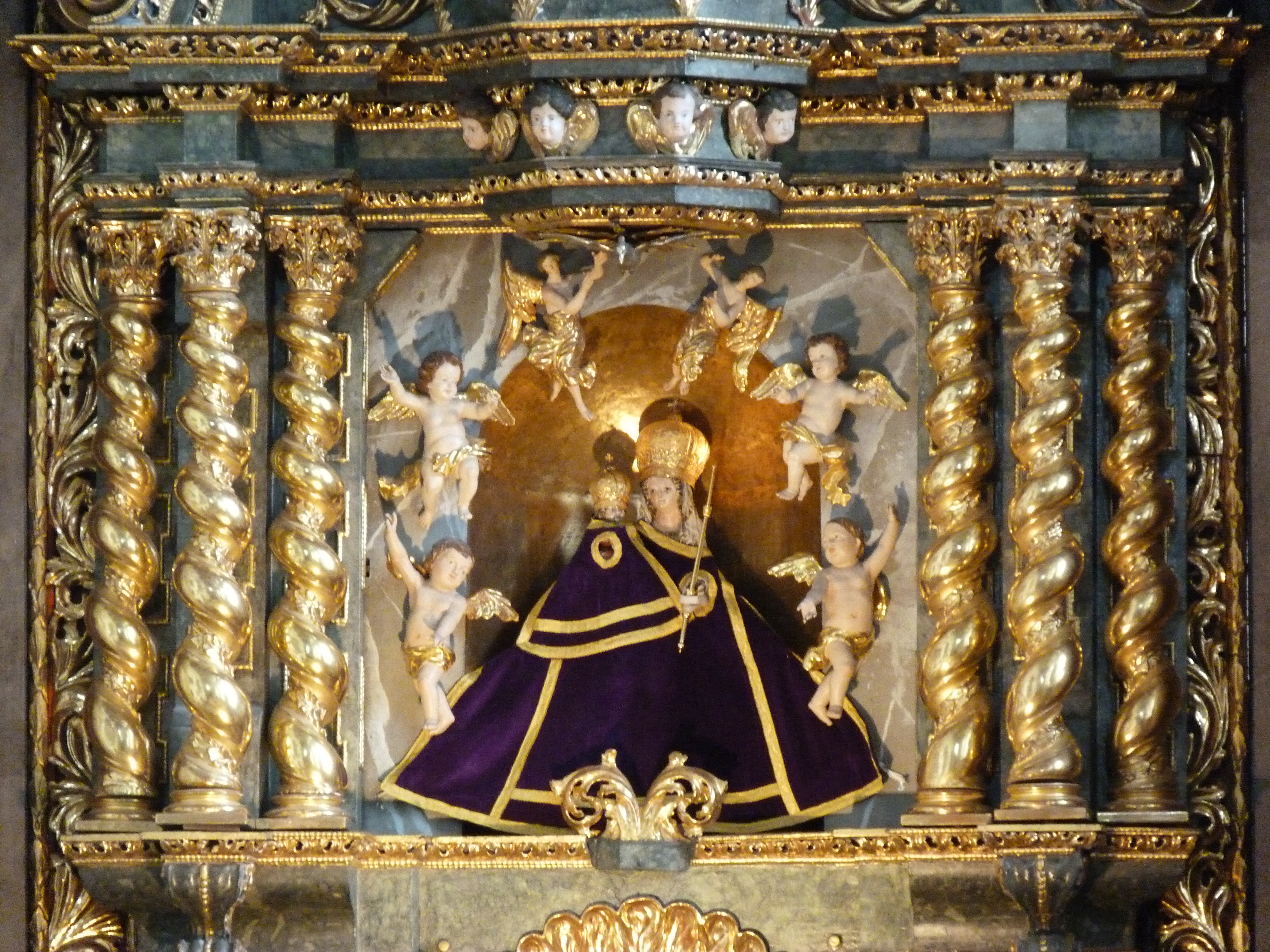
Nagyboldogasszony-kegyszobor – Fraknó majd Boldogasszony (település)

Szűz Mária haláláról (Mária elszenderülése, latinul: dormitio (elalvás) vagy pausatio (elpihenés) Mariae) az Újszövetség nem ír, így a hagyományokra és más írásos emlékekre vagyunk utalva. (Ezek értéke a protestáns felfogás szerint nem vethető össze a Szentírással.) A feljegyzések alapján 64 és 72 év közé tehető életének hossza. A 4. században keletkezett a legkorábbi Transitus Mariae (Mária mennyekbe való átviteléről) című apokrif irat, amely Szűz Mária halálát és mennybevételét írja le. Juvenalis jeruzsálemi püspök e tekintetben a legmegbízhatóbb hagyományon alapuló művet, Niceforus szalamiszi püspök nevéhez fűzi, és a leghitelesebb hagyománynak nevezte. A 6–9. század Szűz Mária halálának körülményeire vonatkozólag legalább húszféle feldolgozását hozta. Vannak, akik azt feltételezik, hogy Mária Jézus halála után Efezusba költözött. Ez azért lehetséges, mert a keresztre feszített Jézus János apostolra bízta anyját.
Apokrif iratok szerint Jézus tanítványai egybegyűltek, és egy csoda folytán felhőn utazva értek Jeruzsálembe a Szent Szűzhöz: János éppen Efezusban celebrált misét és úgy találta magát Szűz Mária házában, utána érkeztek a többiek, míg legvégül Tamás apostol Indiából. Mindezeknek azonban ellentmondani látszik, hogy Pál apostol 54-ben még nem talált keresztényeket a városban. Timóteus, Efezus püspöke volt az, akihez 63–64-ben leveleit írta Rómából, János evangélista pedig csak Pál halála, tehát 67 után érkezett oda. Ekkor Máriának már 90 év körülinek kellett volna lennie, amire semmilyen más forrás nem ad alapot. Kivéve Emmerich Katalin látomását, aki azt állítja, hogy nem a városban lakott Mária. A keresztények az Efezustól nem messze lévő hegyekben laktak, biztonsági okokból, mint egy szekta, mint ahogy Mária is, ezért nem találhatott Pál a városban keresztényeket.
A hagyomány szerint Szűz Mária Jeruzsálemben halt meg. Az 1–3. század keresztény szerzői ugyanakkor semmilyen említést nem tesznek Mária sírhelyéről. Szent Jeromos, Szent Epiphaniosz, I. Leó pápa és – Eteria spanyol zarándoknő a 4. századból – sem, pedig ők a Szentföld alapos ismerői voltak. Epiphanius, Jeruzsálem szülötte így nyilatkozik: „Nem tudjuk, vajon Mária meghalt-e, eltemették-e.”

### Emmerich látomása
Emmerich Katalin Ágoston-rendi apáca szerint Mária Efezusba költözött János apostollal, de honvágya támadt évek múltán, és visszatért Jeruzsálembe, ahol szent Fia szenvedésének útvonalát végigjárta, ami annyira legyengítette, hogy már kiválasztották sírját is. De felépült és visszatért Efezusba és másfél év után ott halt meg. A látnoknő szerint Damaszkuszi Szent János volt az – kicsoda ő ?, kérdezte a látnoknő hallgatóitól 1822-ben –, aki elterjesztette jeruzsálemi halálát (8. század). Valóban Damaszkuszi Szent János három homiliája szól Szűz Mária elszenderedéséről. Leginkább jeruzsálemi temetésének körülményeiről szól az egyik, ami nem jelent egyet halálának helyszínével. Az egyik pápa jóváhagyta jeruzsálemi halálát, azonban feltűnő, hogy már három pápa is meglátogatta a törökországi kegyhelyet, a feltételezett Szűz Mária házát, Efezus mellett.

### Az ünnep kialakulása
Az ünnepet Jeruzsálemben már az 5. században megülték. Legrégebbi, latin elnevezése dormitio (elalvás) vagy pausatio (elpihenés), vagyis Mária elszenderülésének (halálának) napja. A 6. században már egész Keleten elterjedt, a 7. században pedig Róma is átvette, ahol a 8. századtól Assumptio beatae Mariae (a boldogságos Szűz mennybevétele) néven tartották számon.
Augusztus 15-ét Szent István avatta ünneppé Magyarországon. Élete végén ezen a napon ajánlotta fel az országot Szűz Máriának, ami megalapozta a Regnum Marianum eszmét, amely szerint Magyarország Mária országa. Az ünnep elnevezéseként nálunk a Boldogasszony szón alapuló nagyboldogasszony honosodott meg.

## Népszokások
Ezen az ünnepen tarthatjuk Magyarország Patrónájának (latinul: Patrona Hungariae) a napját is, a Mária-kegyhelyekre való zarándoklattal, körmenetekkel és az országszerte rendezett búcsúkkal. Különösen a Nagyboldogasszonynak szentelt templomok plébániái készülnek erre a napra nagyobb ünnepléssel.

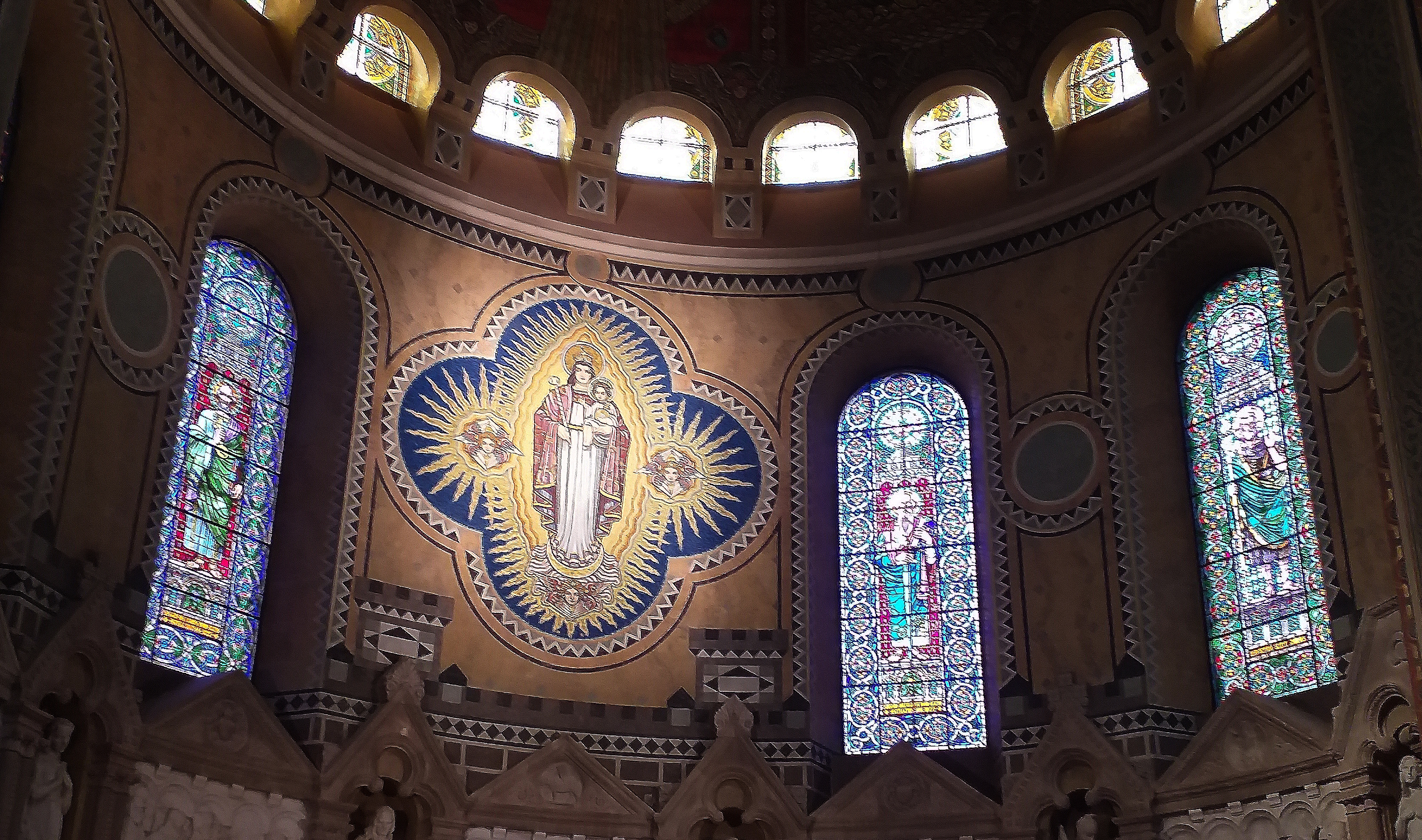
A Napbaöltözött asszony a Szegedi dómban

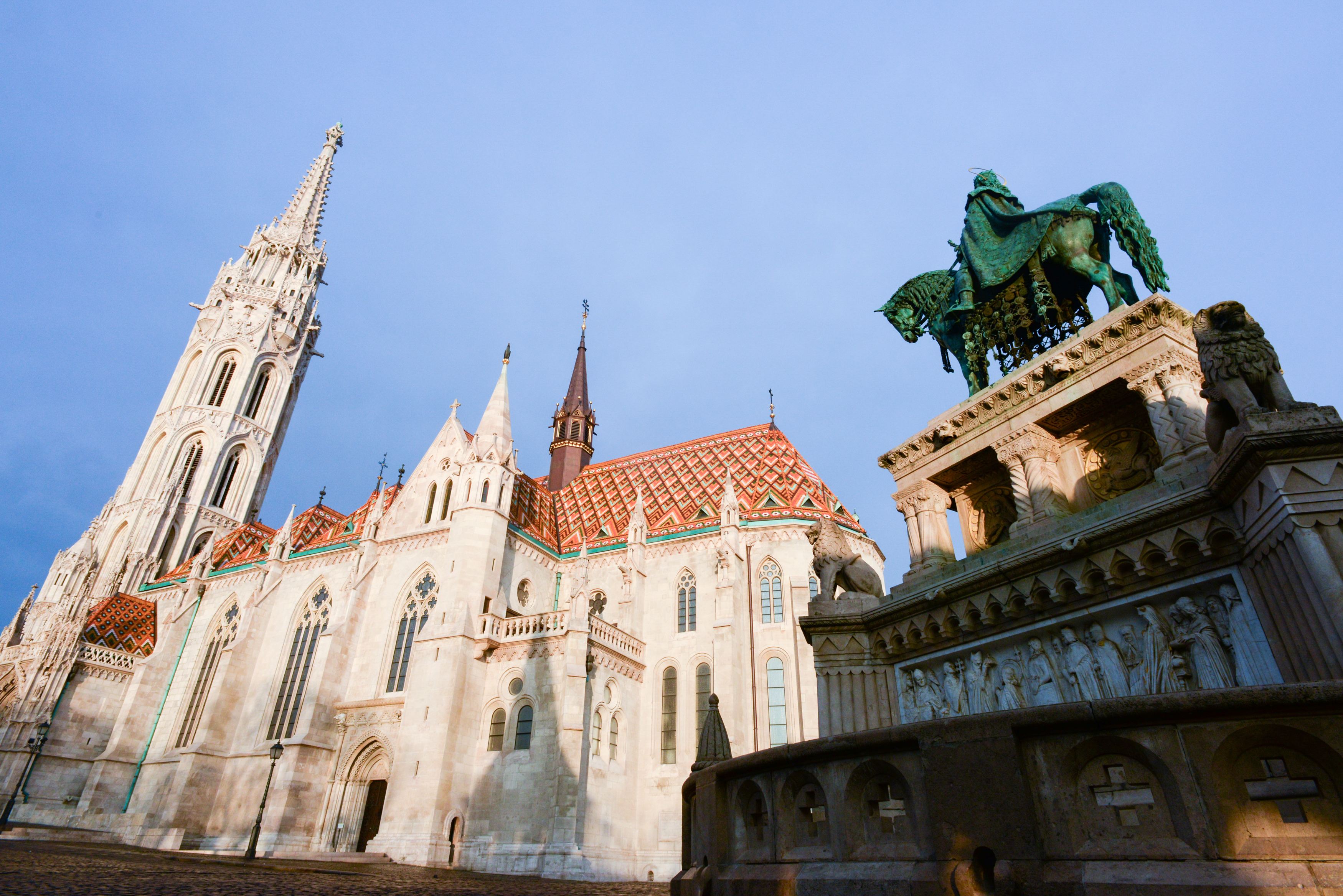
A budavári Nagyboldogasszony templom és Szent István király lovas szobra a Halászbástyán

Nagyboldogasszony napja sokfelé búcsúnap: a moldvai csángó magyarok ezen a napon virágot, gyógynövényt szentelnek, hogy ennek füstjével kezeljék a betegeket. A Muravidéken „dologtiltó nap”, nem szabad sütni, mert a tűz kitör a kemencéből. A Drávaszögben azt tartották, hogy ezen a napon keresztet kell vágni a gyümölcsfába, hogy egészséges legyen, és sokat teremjen. A két Boldogasszony-ünnep köze, vagyis nagyboldogasszony (augusztus 15.) és kisboldogasszony vagy Kisasszony vagyis Mária születésnapja (szeptember 8.) varázserejű időszaknak számít, ekkor kell szedni a gyógyfüveket, ki kell szellőztetni a hombárt, s a téli holmit, a ruhafélét, hogy a moly bele ne essen. A búzát is ekkor kell megszellőztetni, hogy ne legyen dohos, és ne essen bele a zsizsik. A hiedelem szerint az ebben az időszakban ültetett tyúk az összes tojását ki fogja költeni.

Az ünnephez kapcsolódó úgynevezett Mária-virrasztás szokása azt a hiedelmet tette hagyománnyá, amely szerint a napfelkeltében meg lehet látni ezen a napon a „Napba öltözött Boldogasszonyt”. A 20. század elején az egész magyar nyelvterületen élt a nagyboldogasszonyi virágszentelés, virágáldás népi szokása, amikor is virágszentelést tartanak, és virágokból koporsót (Mária-koporsót) készítenek. A megszentelt illatos füveket később a halott koporsójába tették (hogy Máriához hasonlóan dicsőségre jusson), beépítették a ház alapjába, vagy a csecsemő bölcsőjébe vagy az új pár ágyába tették.
Nagyboldogasszony időjárása termésjóslónak számított: „ha a nagyasszony fénylik, jó lesz a bortermés”.
A nagyboldogasszonyt követő időszakban van még egy lassan teljesen feledésbe merülő, ősi népünnepünk, amelyet régen „Boldogasszony másnapjá”-nak neveztek. Ez augusztus 16-a, tartalma pedig a magyar őstörténetig vezethető vissza. Egyes történészeink szerint ezen a napon történt, hogy a hét törzs vezérei Álmost fővezérré választották, neki engedelmességet fogadtak, és ezt vérszerződéssel pecsételték meg. Egyesek szerint a vérszerződés a magyar nép születésnapja volt.[forrás?]

## Néhány Nagyboldogasszonynak szentelt római katolikus templom

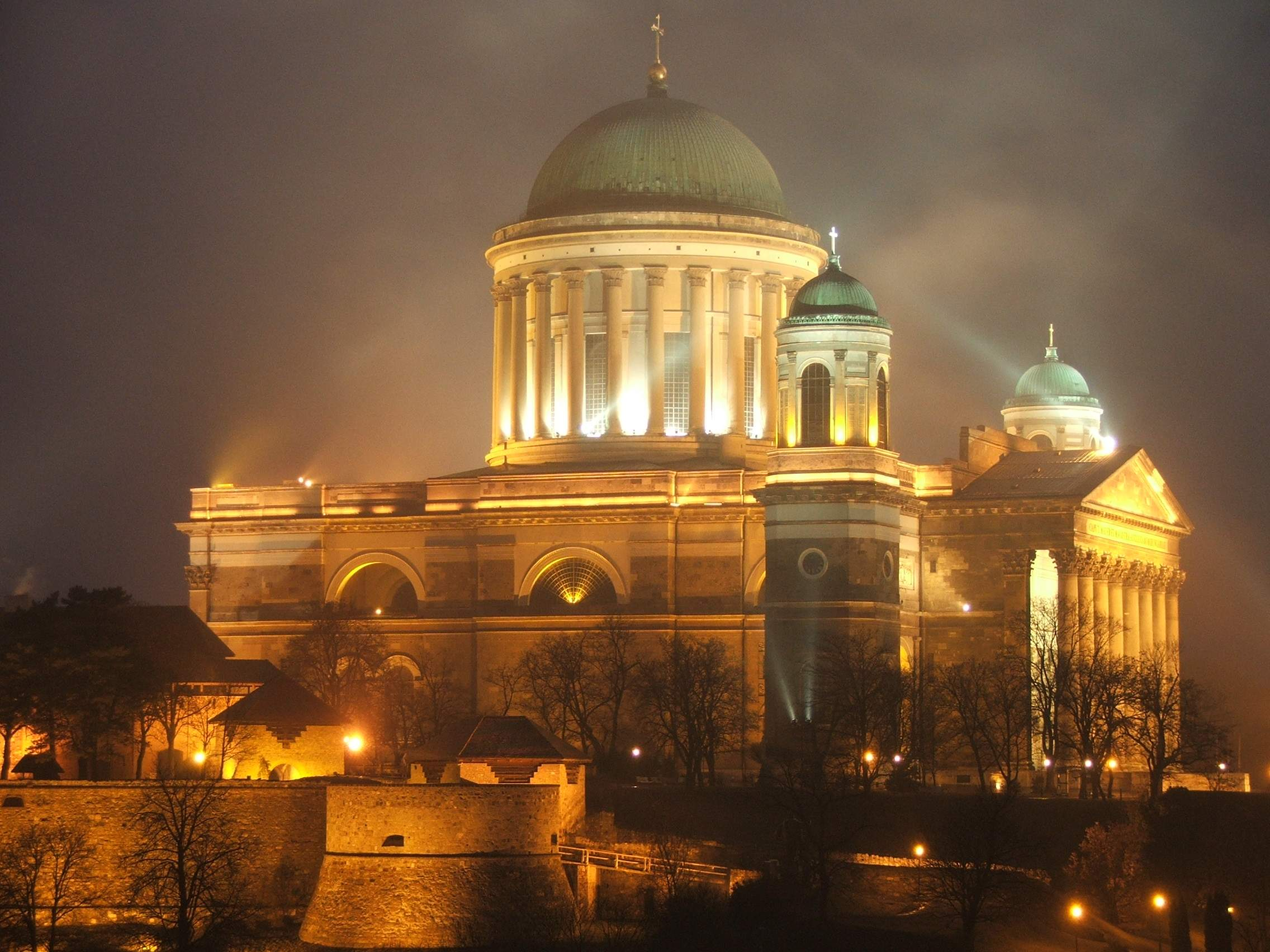
Nagyboldogasszony- és Szent Adalbert-főszékesegyház (Esztergom)
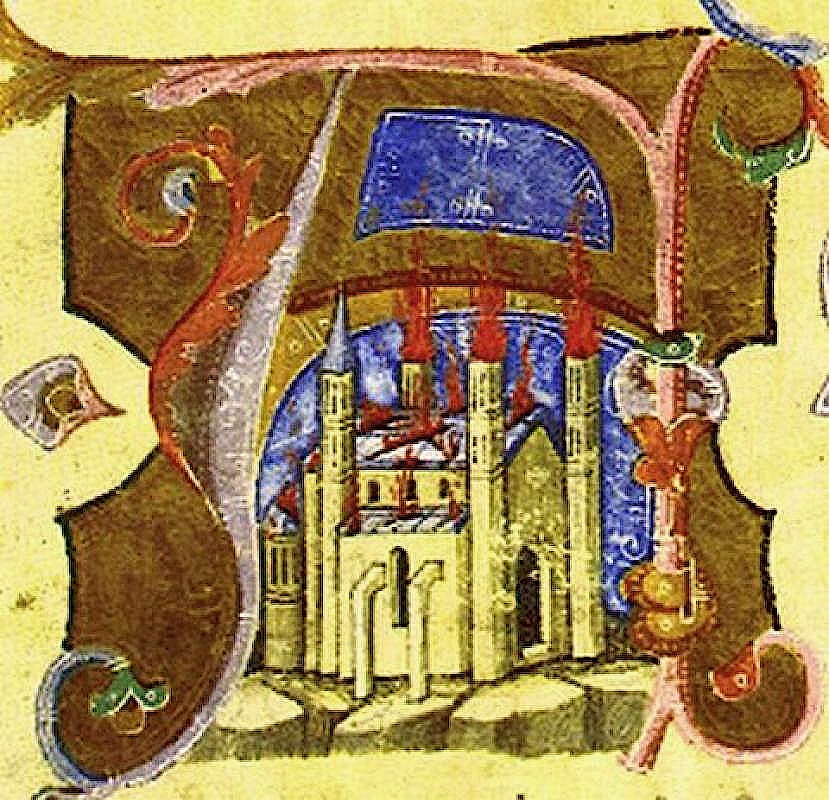
Nagyboldogasszony-főbazilika (Székesfehérvár)
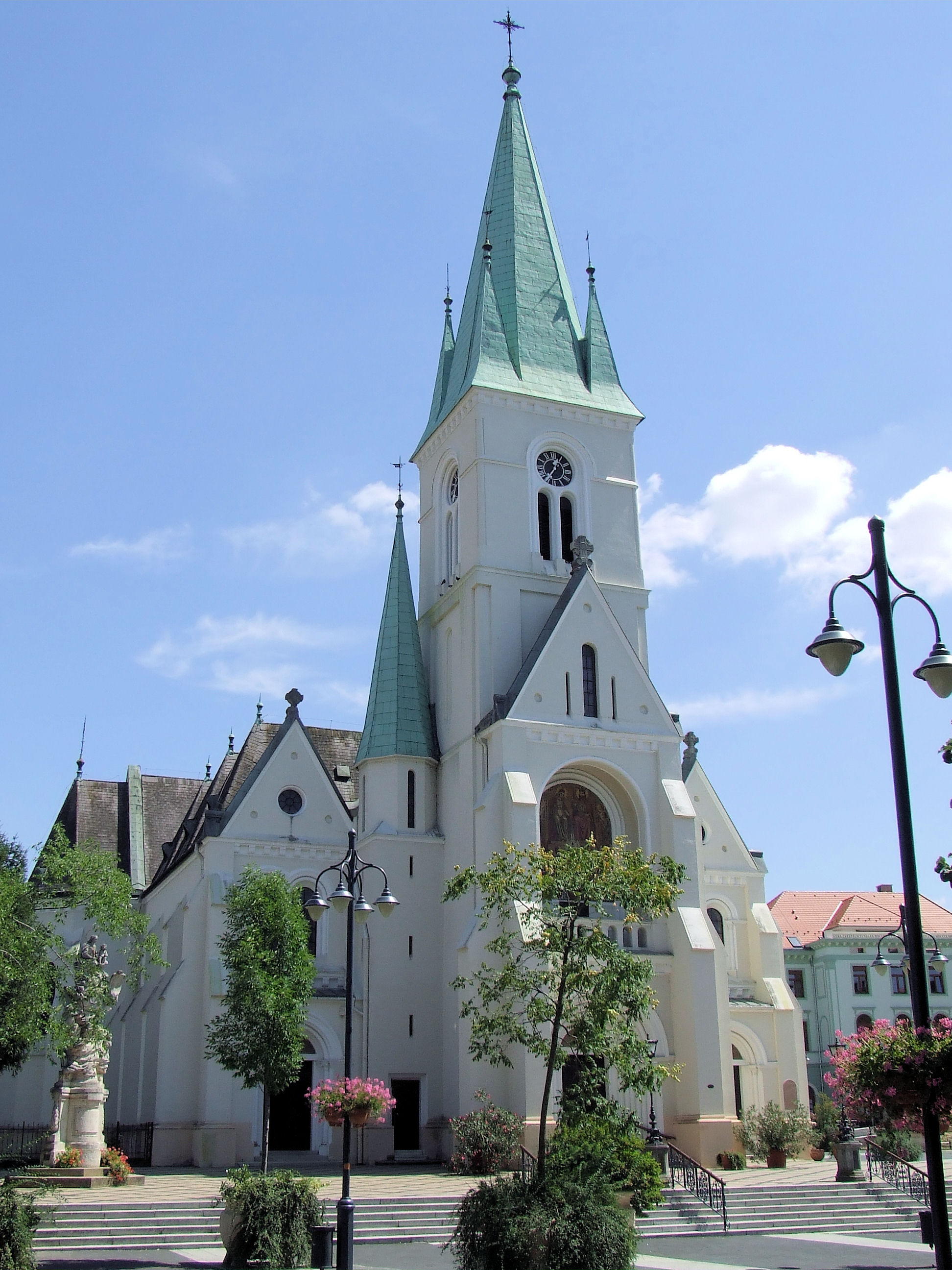
Nagyboldogasszony-székesegyház (Kaposvár)
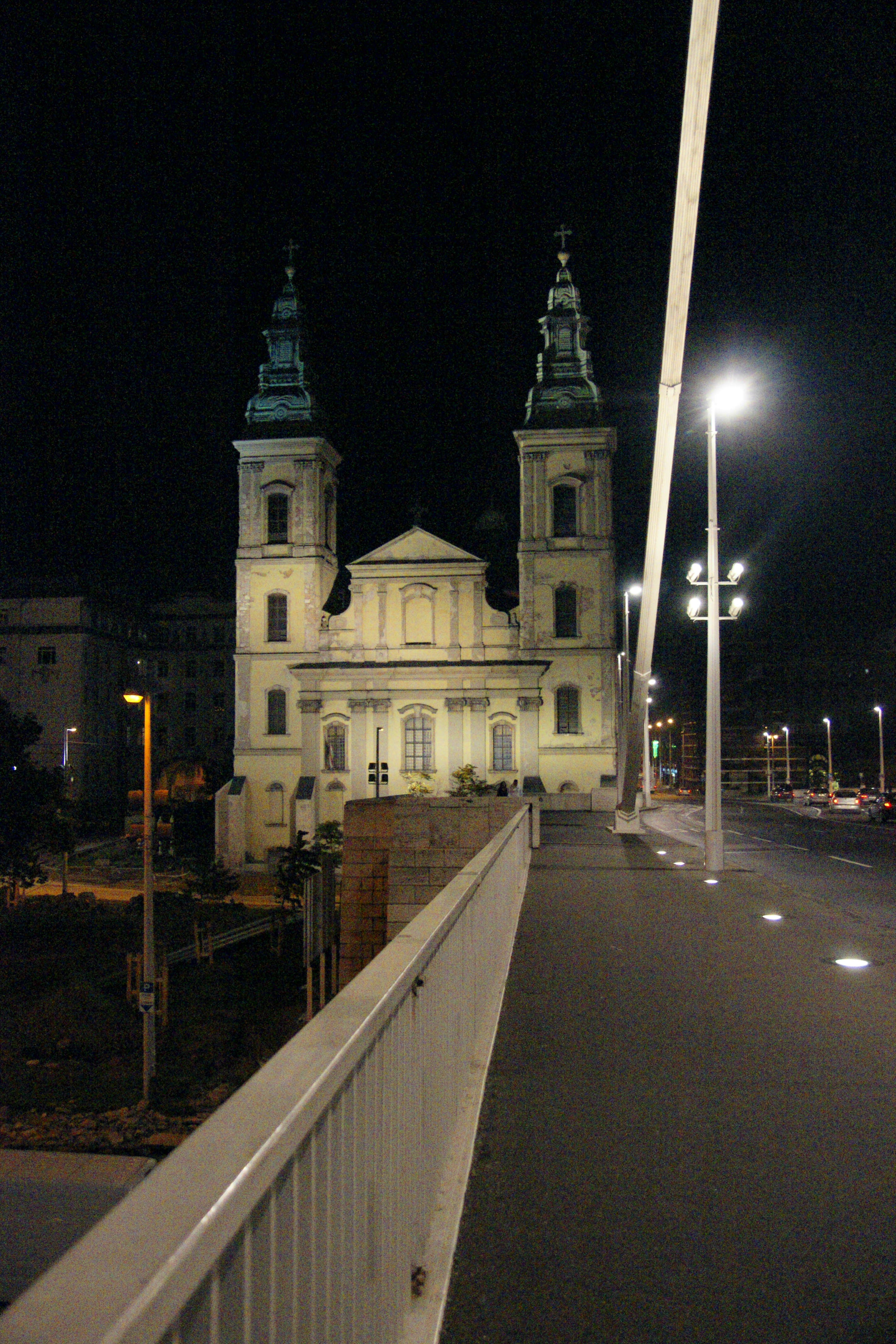
Belvárosi Nagyboldogasszony-templom (Budapest)
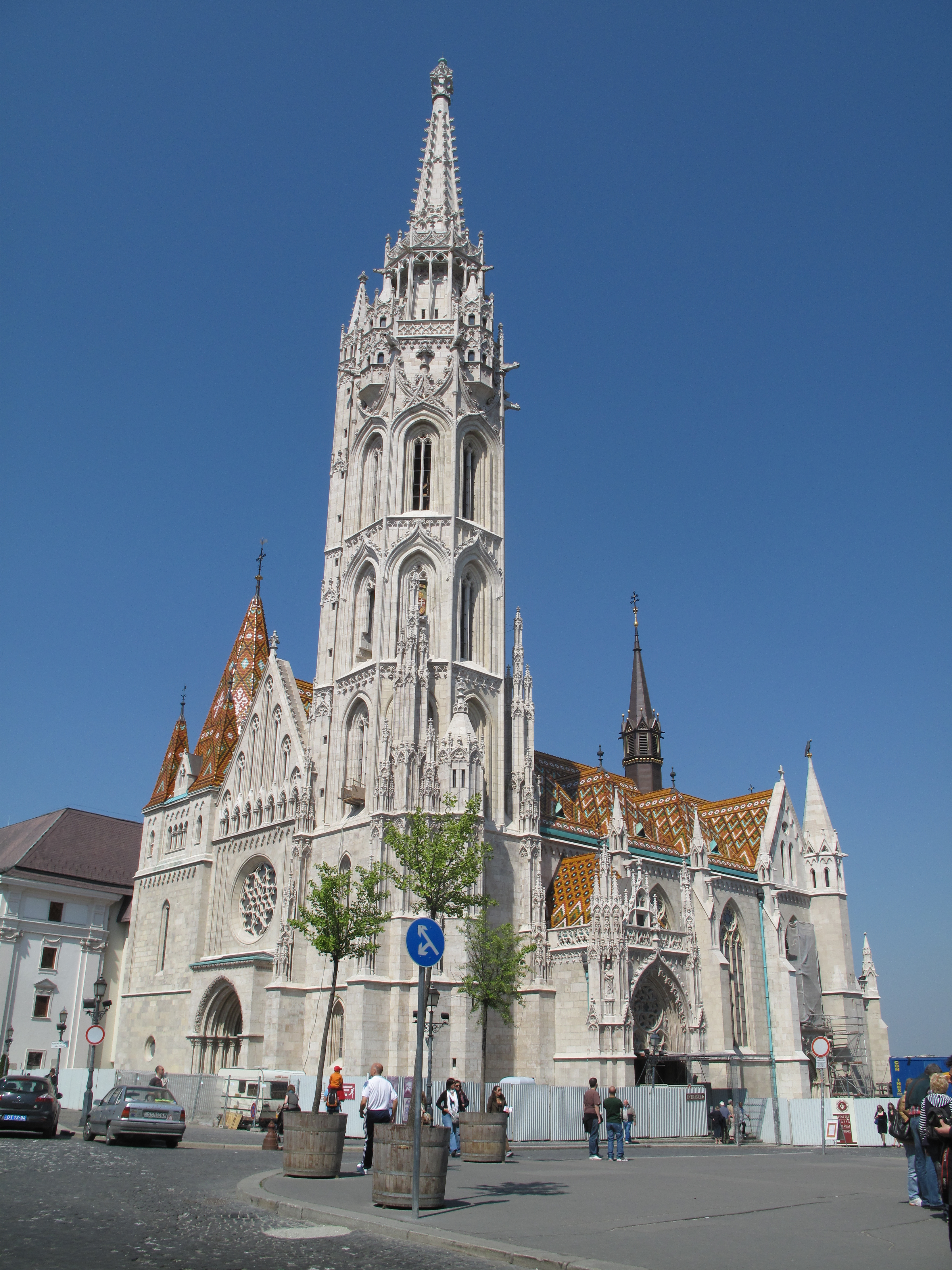
Budavári Nagyboldogasszony-templom (Budapest)